# Бодров Юрій Іванович
Бодро́в Ю́рій Іва́нович (нар. 24 грудня 1952, с. Комсомольське Козятинського району Вінницької області) — міський голова Умані в 1992–2014 роках, член правління Української асоціації місцевих та регіональних влад, лауреат Державної премії України в галузі архітектури (2005), почесний громадянин Умані.

## Біографія
Народився в с. Комсомольське Козятинського району Вінницької області 24 грудня 1952 року в сім'ї службовців.Громадянин України.

### Освіта
В 1970 р. закінчив навчання в середній школі. Здобув дві вищі освіти: першу в Уманському державному педагогічному інституті ім. П. Г. Тичини за спеціальністю педагогіка і методика початкової освіти в 1974 р.; другу — в Кіровоградському державному педагогічному інституті ім. О. С. Пушкіна за фахом історика в 1987 р.. У 2001 році захистив дисертацію, отримав науковий ступінь «кандидат історичних наук» зі спеціальності «історія України», автор монографії «Історія Уманського козацького полку». У 1998, 2001, 2004, 2006, 2007 роках підвищував кваліфікацію в Інституті підвищення кваліфікації Національної академії державного управління при Президентові України. Служив у Збройних Силах Радянської Армії.

### Діяльність
Трудовий шлях розпочав у 1974 році вчителем Лисянської восьмирічної школи Черкаської області. З 1975 року проживає і працює в м. Умань: спочатку учителем початкових класів середньої школи № 12, заступником директора школи-інтернату № 1, а потім директором середньої школи № 9. З липня 1987 р. по листопад 1988 р. — заступник голови Уманського міськвиконкому. В листопаді 1988 р. був обраний секретарем міськкому Компартії України. З квітня 1990 р. по вересень 1992 р. працював заступником голови Уманської міської Ради народних депутатів. З вересня 1992 р. по теперішній час двічі обирався на посаду голови Ради та виконавчого комітету Уманської міської Ради народних депутатів і чотири рази на посаду Уманського міського голови.
Протягом 1996–1998 рр. представляв Україну у Раді Європи на Конгресі місцевих і регіональних влад Європи в м. Страсбург. Бере участь у роботі Асоціації міст України, Державного фонду сприяння місцевому самоврядуванню України, член правління Української асоціації місцевих та регіональних влад. Нагороджений орденом «За заслуги» ІІ та ІІІ ступенів, Почесними грамотами Кабінету Міністрів України, Центральної виборчої комісії, Черкаської облдержадміністрації, лауреат  Державної премії України в галузі архітектури, Почесний громадянин м. Умань. Член Партії регіонів.
У лютому 2014 року подав у відставку з посади міського голови Умані.

## Сім'я
Одружений. Дружина Світлана Анатоліївна — вчитель, донька Олена з сім'єю проживає і працює в м. Київ, має двох дітей.